# Tetilla spinosa
Tetilla spinosa är en svampdjursart som beskrevs av Wilson 1925. Tetilla spinosa ingår i släktet Tetilla och familjen Tetillidae.
Artens utbredningsområde är havet kring Filippinerna. Inga underarter finns listade i Catalogue of Life.